# Núbia Soares
Núbia Aparecida Soares (* 26. März 1996 in Lagoa da Prata) ist eine brasilianische Leichtathletin, die sich auf den Dreisprung spezialisiert hat und in dieser Disziplin aktuell Inhaberin des Landesrekordes ist.

## Sportliche Laufbahn
Erste internationale Erfahrungen sammelte Núbia Soares bei den Jugendweltmeisterschaften 2013 in Donezk, bei denen sie mit 13,60 m den vierten Platz belegte. Anschließend gewann sie bei den Panamerikanischen Juniorenmeisterschaften in Medellín mit 13,33 m die Bronzemedaille. 2014 wurde sie bei den Juniorenweltmeisterschaften in Eugene mit 13,53 m Achte und gewann mit 13,31 m Silber bei den U23-Südamerikameisterschaften in Montevideo hinter der Venezolanerin Yulimar Rojas. 2015 erreichte sie bei den Panamerikanischen Spielen in Toronto mit einer Weite von 13,57 m Rang elf und siegte anschließend mit 14,16 m bei den Panamerikanischen Juniorenmeisterschaften in Edmonton. Sie qualifizierte sich damit auch für die Weltmeisterschaften in Peking, bei denen sie aber mit 13,52 m nicht das Finale erreichte. Im Jahr darauf gewann sie bei den Ibero-Amerikanischen Meisterschaften in Rio de Janeiro mit 14,00 m die Silbermedaille hinter ihrer Landsfrau Keila Costa. Anschließend nahm sie an den Olympischen Spielen ebendort teil, schied aber mit 13,85 m in der Qualifikation aus.
2017 siegte sie bei den Südamerikameisterschaften in Luque mit 14,42 m vor der späteren Weltmeisterin Rojas. Im Jahr darauf wurde sie bei den Hallenweltmeisterschaften in Birmingham mit 14,00 m Neunte und siegte im Juni mit 14,59 m bei den Südamerikaspielen in Cochabamba. 2021 nahm sie erneut an den Olympischen Spielen in Tokio teil und verpasste dort mit 14,07 m die Finalteilnahme. Im Jahr darauf brachte sie bei den Ibero-Amerikanischen Meisterschaften in La Nucia keinen gültigen Versuch zustande, ehe sie bei den Südamerikaspielen in Asunción mit 13,10 m die Bronzemedaille hinter ihrer Landsfrau Gabriele dos Santos und Liuba Zaldívar aus Ecuador gewann. 2023 gelangte sie bei den Panamerikanischen Spielen in Santiago de Chile mit 12,78 m auf den sechsten Platz.
In den Jahren 2014 und 2017 wurde Soares brasilianische Meisterin im Dreisprung.

## Persönliche Bestleistungen
- Dreisprung: 14,69 m (+1,3 m/s), 17. Juli 2018 in Sotteville (brasilianischer Rekord)
  - Dreisprung (Halle): 14,10 m, 12. Februar 2022 in Madrid